# Cousin Joe
Pleasant Joseph, beter bekend als Cousin Joe, (Wallace, 20 december 1907 - 2 oktober 1989) was een Amerikaanse blues- en jazzzanger, die beroemd is geworden door zijn opnames met klarinettist Sidney Bechet en saxofonist Mezz Mezzrow.

## Biografie
Cousin Joe zong gospels in de kerk, maar later koos hij voor de blues. Zijn carrière als professionele muzikant begon in de jaren twintig; hij speelde en zong in die jaren in clubs in New Orleans en op rivierschepen. In 1942 ging hij naar New York, waar hij onder meer speelde en opnam met Bechet, Dizzy Gillespie, Charlie Parker en bijvoorbeeld Billie Holiday. In 1948 keerde hij terug naar New Orleans, waar hij opnam voor DeLuxe. In 1954 werd zijn muziek vastgelegd voor Imperial: hij maakte de opnames onder de naam Smilin' Joe. In 1964 toerde hij door Engeland met onder meer Muddy Waters en Otis Spann, met wie hij ook optrad voor de BBC-televisie.
In 1987 verscheen zijn autobiografie "Cousin Joe: Blues From New Orleans".

## Discografie (selectie)
- Bad Luck Blues (met Jimmy Dawkins en Gatemouth Brown), Evidence, 1971
- Bluesman from New Orleans, Big Bear Music, 1974
- Gospel Wailing, Big Bear Music, 1982
- Cousin Joe from New Orleans in His Prime, Oldie Blues/Munich, 1984
- Relaxin' in New Orleans, Great Southern, 2000